# Timothy Carlton
Timothy Carlton Congdon Cumberbatch (Oxford, 4 de octubre de 1939) más conocido como Timothy Carlton, es un actor británico. Es el padre del reconocido actor Benedict Cumberbatch nacido en 1976.

## Biografía
Carlton nació en Berkshire, Inglaterra, hijo de Pauline Ellen Laing (nacida Congdon) y de Henry Carlton Cumberbatch, un oficial de submarino condecorado de las dos guerras mundiales y fue una figura prominente de Londres de la alta sociedad. Su abuelo, Henry Arnold Cumberbatch, CMG, fue el Cónsul General de la reina Victoria en Turquía.

## Carrera actoral
Él ha tenido una larga y distinguida carrera tanto en el teatro,  y en la televisión, apareciendo en numerosas series de la BBC en los años desde 1966 hasta la actualidad, incluyendo sitcoms como, Executive Stress, Next of Kin y en el telefilme The Scarlet Pimpernel.
Apareció como invitado en la popular serie británica Agatha Christie's Poirot.

## Vida personal
Está casado con la actriz Wanda Ventham, y son padres del actor Benedict Cumberbatch

## Filmografía

### Teatro
| Año  | Obra          | Personaje          | Director (a)  | Teatro          | Notas                                                                |
| ---- | ------------- | ------------------ | ------------- | --------------- | -------------------------------------------------------------------- |
| 2011 | Cause Célèbre | Francis Rattenbury | Thea Sharrock | Old Vic Theatre | junto a Niamh Cusack, Anne-Marie Duff, Freddie Fox y Tommy McDonnell |